# André Frédéric
Pour les articles homonymes, voir Frédéric.
André L. A. Frédéric, né le 4 juillet 1958 à Verviers, est un homme politique belge, membre du Parti socialiste belge (PS).
De 2019 à 2024, il est député du Parlement wallon puis en devient président de 2022 à 2024.
Il est échevin de la commune de Theux de 1994 à 2019, ancien Vice-Président de la Chambre des Représentants, ancien chef de groupe PS à la Chambre et actuellement chef du groupe PS au Parlement wallon.
Il est également l'auteur d'un essai intitulé Broyeurs de conscience étudiant le phénomène sectaire en Belgique. Cet ouvrage est paru en 2010 aux éditions Luc Pire.

## Biographie
Instituteur de formation, André Frédéric a enseigné plusieurs années[Combien ?]  avant de travailler dans le secteur de la formation et de l'éducation permanente. 
En 1978, il est diplômé Instituteur primaire de l'Ecole normale de Verviers. Il entame sa carrière en qualité d'instituteur dans une classe à six divisions dans le village de Hèvremont-Limbourg. En 1981, il effectue son service civil en tant qu'objecteur de conscience au Centre Infor Jeunes de Verviers. Cinq ans plus tard,il réussit un examen et est engagé comme animateur régional au P.A.C. – Régionale de Verviers (Présence et Action culturelles).
À 30 ans, il entre au service de l'État, dans différents cabinets ministériels. Le retour du Parti socialiste au Gouvernement l'amène à devenir responsable de la Cellule sociale du Ministre fédéral puis communautaire de l'éducation, Yvan Ylieff. C'est ensuite auprès des Ministres Elio Di Rupo, Philippe Mahoux et Laurette Onkelinx qu'il assume la mission de responsable des désignations des enseignants de l'arrondissement de Verviers.
Le 13 octobre 1998, il prête serment à la Chambre des Représentants et a été réélu à cinq reprises. Le 11 juin 2019, ll prête serment au Parlement wallon. Le 18 juin 2019, il prête serment au Parlement de la Fédération Wallonie-Bruxelles. Le 4 juillet de la même année, il prête serment au Sénat. En septembre, Il est désigné chef du groupe PS au Parlement wallon.
Il est également conseiller communal de Theux depuis 1987 et échevin entre 1995 et 2019.

## Vie privée
André Frédéric a deux fils, Yoann, né le 15 juillet 1982 et Yannick, né le 26 avril 1988. Il est marié en secondes noces à Véronique Mossay.

## Décorations
- Grand officier de l'ordre de Léopold (2024)[4].